# Aviosuperficie Acqui Terme
L'aviosuperficie di Acqui Terme (IATA: nessuno, ICAO: nessuno) è un'aviosuperficie italiana situata a est di Acqui Terme. 

## Strutture e dati tecnici
L'aviosuperficie è dotata di una pista in erba con orientamento 15/33. L'aviosuperficie è gestita dall'Aero Club Albatros ed effettua attività secondo le regole del volo VDS.

## Storia
Albatros è ASD fondata nel 1989, divenuta Aero Club Federato, si occupa di attività didattica, turistica e promozionale nel settore del volo in parapendio, paramotore e paracadutismo, promuovendo una coscienza aeronautica nella gioventù. Ente aggregato all'Aero Club d'Italia sino al 2008 e nel 2009 diviene Aero Club Federato.